# Handbol als Jocs Olímpics d'Estiu de 2024 - Torneig Masculí
El torneig masculí d'Handbol als Jocs Olímpics de París 2024 va ser la 15a edició de l'esdeveniment masculí en unes Olimpíades. El torneig es va disputar entre el 27 de juliol i l'11 d'agost del 2024. La fase preliminar es va jugar al Paris Expo Porte de Versalles i la fase final a l'Estadi Pierre-Mauroy.
La selecció de Dinamarca va guanyar el torneig olímpic, després d'imposar-se a Alemanya a la final per un resultat de 39-26. La medalla de bronze va ser per l'equip d'Espanya, qui va guanyar a Eslovènia, per 23-22 en el partit per la medalla de bronze.
L'equip de França és la selecció més guardonada, amb 3 medalles d'or, 1 medalla de plata i 1 medalla de bronze, en les 15 edicions que el torneig masculí ha estat present als Jocs Olímpics. Corea del Sud és l'única selecció no europea, que ha aconseguit una medalla en tota la història de la competició olímpica.

## Format
Els 12 equips classificats es van dividir en 2 grups de 6 equips cadascun. En la Fase Preliminar van jugar tots contra tots dins del mateix grup. Els 4 primers equips de cada grup es van classificar per als quarts de final i a partir d'aquí va ser en fase eliminatòria. El primer d'un grup jugava contra el quart de l'altre, el segon d'un grup contra el tercer de l'altre i així successivament. Els dos equips que van guanyar les semifinals, van jugar la final per aconseguir la medalla d'or i de plata i els dos perdedors, van jugar el partit per la medalla de bronze.

## Classificació
França, com a país amfitrió va obtenir una plaça directa aa plaça la va aconseguir Dinamarca, en guanyar el Campionat del Món de 2023. Les 4 places següents les van aconseguir les seleccions del Japó, l'Argentina, Suècia i Egipte en els 4 tornejos continentals (els Jocs Panamericans, el Torneig de Classificació d'Àsia, el Campionat d'Europa i el Campionat d'Àfrica). Finalment les 6 places restants es van assignar en els 3 tornejos de Classificació Olímpica. Les dues primeres seleccions de cada torneig (d'un grup de 4 equips) van aconseguir la plaça pels Jocs Olímpics.
| Esdeveniment                       | Data                         | Seu            | Places | Equip classificat |
| ---------------------------------- | ---------------------------- | -------------- | ------ | ----------------- |
| País amfitrió                      | -                            | -              | 1      | França            |
| Campionat del Món                  | 11 - 29 gener 2023           | Polònia Suècia | 1      | Dinamarca         |
| Torneig Classificació Àsia         | 18 - 28 octubre 2023         | Doha           | 1      | Japó              |
| Jocs Panamericans                  | 27 octubre - 1 novembre 2023 | Santiago       | 1      | Argentina         |
| Campionat d'Àfrica                 | 17 - 27 gener 2024           | El Caire       | 1      | Egipte            |
| Campionat d'Europa                 | 12 - 28 gener 2024           | Colònia        | 1      | Suècia            |
| Tornejos olímpics de classificació | 11 - 17 març 2024            | Granollers     | 2      | Espanya           |
| Tornejos olímpics de classificació | 11 - 17 març 2024            | Granollers     | 2      | Eslovènia         |
| Tornejos olímpics de classificació | 11 - 17 març 2024            | Hannover       | 2      | Croàcia           |
| Tornejos olímpics de classificació | 11 - 17 març 2024            | Hannover       | 2      | Alemanya          |
| Tornejos olímpics de classificació | 11 - 17 març 2024            | Tatabánya      | 2      | Noruega           |
| Tornejos olímpics de classificació | 11 - 17 març 2024            | Tatabánya      | 2      | Hongria           |

## Ronda preliminar
Es classifiquen els 4 primers de cada grup pels quarts de final

### Grup A
| Posició | Equip     | J | G | E | P | GF  | GC  | DG  | Punts |
| ------- | --------- | - | - | - | - | --- | --- | --- | ----- |
| 1       | Alemanya  | 5 | 4 | 0 | 1 | 162 | 144 | +18 | 8     |
| 2       | Eslovènia | 5 | 3 | 0 | 2 | 140 | 142 | -2  | 6     |
| 3       | Espanya   | 5 | 3 | 0 | 2 | 151 | 148 | +3  | 6     |
| 4       | Suècia    | 5 | 3 | 0 | 2 | 158 | 139 | +19 | 6     |
| 5       | Croàcia   | 5 | 2 | 0 | 3 | 148 | 156 | -8  | 4     |
| 6       | Japó      | 5 | 0 | 0 | 5 | 143 | 173 | -30 | 0     |

| 27 juliol 2024 9:00h | Espanya | 25 - 22 | Eslovènia | Paris Expo Porte de Versalles, París, {{{ciutat}}} |
| 27 juliol 2024 9:00h |         |         |           | Paris Expo Porte de Versalles, París, {{{ciutat}}} |
| 27 juliol 2024 9:00h |         |         |           | Paris Expo Porte de Versalles, París, {{{ciutat}}} |

| 27 juliol 2024 14:00h | Croàcia | 30 - 29 | Japó | Paris Expo Porte de Versalles, París, {{{ciutat}}} |
| 27 juliol 2024 14:00h |         |         |      | Paris Expo Porte de Versalles, París, {{{ciutat}}} |
| 27 juliol 2024 14:00h |         |         |      | Paris Expo Porte de Versalles, París, {{{ciutat}}} |

| 27 juliol 2024 19:00h | Alemanya | 30 - 27 | Suècia | Paris Expo Porte de Versalles, París, {{{ciutat}}} |
| 27 juliol 2024 19:00h |          |         |        | Paris Expo Porte de Versalles, París, {{{ciutat}}} |
| 27 juliol 2024 19:00h |          |         |        | Paris Expo Porte de Versalles, París, {{{ciutat}}} |

| 29 juliol 2024 9:00h | Japó | 26 - 37 | Alemanya | Paris Expo Porte de Versalles, París, {{{ciutat}}} |
| 29 juliol 2024 9:00h |      |         |          | Paris Expo Porte de Versalles, París, {{{ciutat}}} |
| 29 juliol 2024 9:00h |      |         |          | Paris Expo Porte de Versalles, París, {{{ciutat}}} |

| 29 juliol 2024 11:00h | Eslovènia | 31 - 29 | Croàcia | Paris Expo Porte de Versalles, París, {{{ciutat}}} |
| 29 juliol 2024 11:00h |           |         |         | Paris Expo Porte de Versalles, París, {{{ciutat}}} |
| 29 juliol 2024 11:00h |           |         |         | Paris Expo Porte de Versalles, París, {{{ciutat}}} |

| 29 juliol 2024 16:00h | Suècia | 29 - 26 | Espanya | Paris Expo Porte de Versalles, París, {{{ciutat}}} |
| 29 juliol 2024 16:00h |        |         |         | Paris Expo Porte de Versalles, París, {{{ciutat}}} |
| 29 juliol 2024 16:00h |        |         |         | Paris Expo Porte de Versalles, París, {{{ciutat}}} |

| 31 juliol 2024 11:00h | Croàcia | 31 - 26 | Alemanya | Paris Expo Porte de Versalles, París, {{{ciutat}}} |
| 31 juliol 2024 11:00h |         |         |          | Paris Expo Porte de Versalles, París, {{{ciutat}}} |
| 31 juliol 2024 11:00h |         |         |          | Paris Expo Porte de Versalles, París, {{{ciutat}}} |

| 31 juliol 2024 14:00h | Espanya | 37 - 33 | Japó | Paris Expo Porte de Versalles, París, {{{ciutat}}} |
| 31 juliol 2024 14:00h |         |         |      | Paris Expo Porte de Versalles, París, {{{ciutat}}} |
| 31 juliol 2024 14:00h |         |         |      | Paris Expo Porte de Versalles, París, {{{ciutat}}} |

| 31 juliol 2024 16:00h | Eslovènia | 29 - 24 | Suècia | Paris Expo Porte de Versalles, París, {{{ciutat}}} |
| 31 juliol 2024 16:00h |           |         |        | Paris Expo Porte de Versalles, París, {{{ciutat}}} |
| 31 juliol 2024 16:00h |           |         |        | Paris Expo Porte de Versalles, París, {{{ciutat}}} |

| 2 agost 2024 14:00h | Croàcia | 27 - 38 | Suècia | Paris Expo Porte de Versalles, París, {{{ciutat}}} |
| 2 agost 2024 14:00h |         |         |        | Paris Expo Porte de Versalles, París, {{{ciutat}}} |
| 2 agost 2024 14:00h |         |         |        | Paris Expo Porte de Versalles, París, {{{ciutat}}} |

| 2 agost 2024 16:00h | Alemanya | 33 - 31 | Espanya | Paris Expo Porte de Versalles, París, {{{ciutat}}} |
| 2 agost 2024 16:00h |          |         |         | Paris Expo Porte de Versalles, París, {{{ciutat}}} |
| 2 agost 2024 16:00h |          |         |         | Paris Expo Porte de Versalles, París, {{{ciutat}}} |

| 2 agost 2024 19:00h | Japó | 28 - 29 | Eslovènia | Paris Expo Porte de Versalles, París, {{{ciutat}}} |
| 2 agost 2024 19:00h |      |         |           | Paris Expo Porte de Versalles, París, {{{ciutat}}} |
| 2 agost 2024 19:00h |      |         |           | Paris Expo Porte de Versalles, París, {{{ciutat}}} |

| 4 agost 2024 9:00h | Suècia | 40 - 27 | Japó | Paris Expo Porte de Versalles, París, {{{ciutat}}} |
| 4 agost 2024 9:00h |        |         |      | Paris Expo Porte de Versalles, París, {{{ciutat}}} |
| 4 agost 2024 9:00h |        |         |      | Paris Expo Porte de Versalles, París, {{{ciutat}}} |

| 4 agost 2024 14:00h | Alemanya | 36 - 29 | Eslovènia | Paris Expo Porte de Versalles, París, {{{ciutat}}} |
| 4 agost 2024 14:00h |          |         |           | Paris Expo Porte de Versalles, París, {{{ciutat}}} |
| 4 agost 2024 14:00h |          |         |           | Paris Expo Porte de Versalles, París, {{{ciutat}}} |

| 4 agost 2024 21:00h | Espanya | 32 - 31 | Croàcia | Paris Expo Porte de Versalles, París, {{{ciutat}}} |
| 4 agost 2024 21:00h |         |         |         | Paris Expo Porte de Versalles, París, {{{ciutat}}} |
| 4 agost 2024 21:00h |         |         |         | Paris Expo Porte de Versalles, París, {{{ciutat}}} |

### Grup B
| Posició | Equip     | J | G | E | P | GF  | GC  | DG  | Punts |
| ------- | --------- | - | - | - | - | --- | --- | --- | ----- |
| 1       | Dinamarca | 5 | 5 | 0 | 0 | 165 | 133 | +32 | 10    |
| 2       | Egipte    | 5 | 3 | 1 | 1 | 148 | 140 | +8  | 7     |
| 3       | Noruega   | 5 | 3 | 0 | 2 | 139 | 136 | +3  | 6     |
| 4       | França    | 5 | 2 | 1 | 2 | 129 | 131 | -2  | 5     |
| 5       | Hongria   | 5 | 1 | 0 | 4 | 137 | 138 | -1  | 2     |
| 6       | Argentina | 5 | 0 | 0 | 5 | 131 | 171 | -40 | 0     |

| 27 juliol 2024 11:00h | Hongria | 32 - 35 | Egipte | Paris Expo Porte de Versalles, París, {{{ciutat}}} |

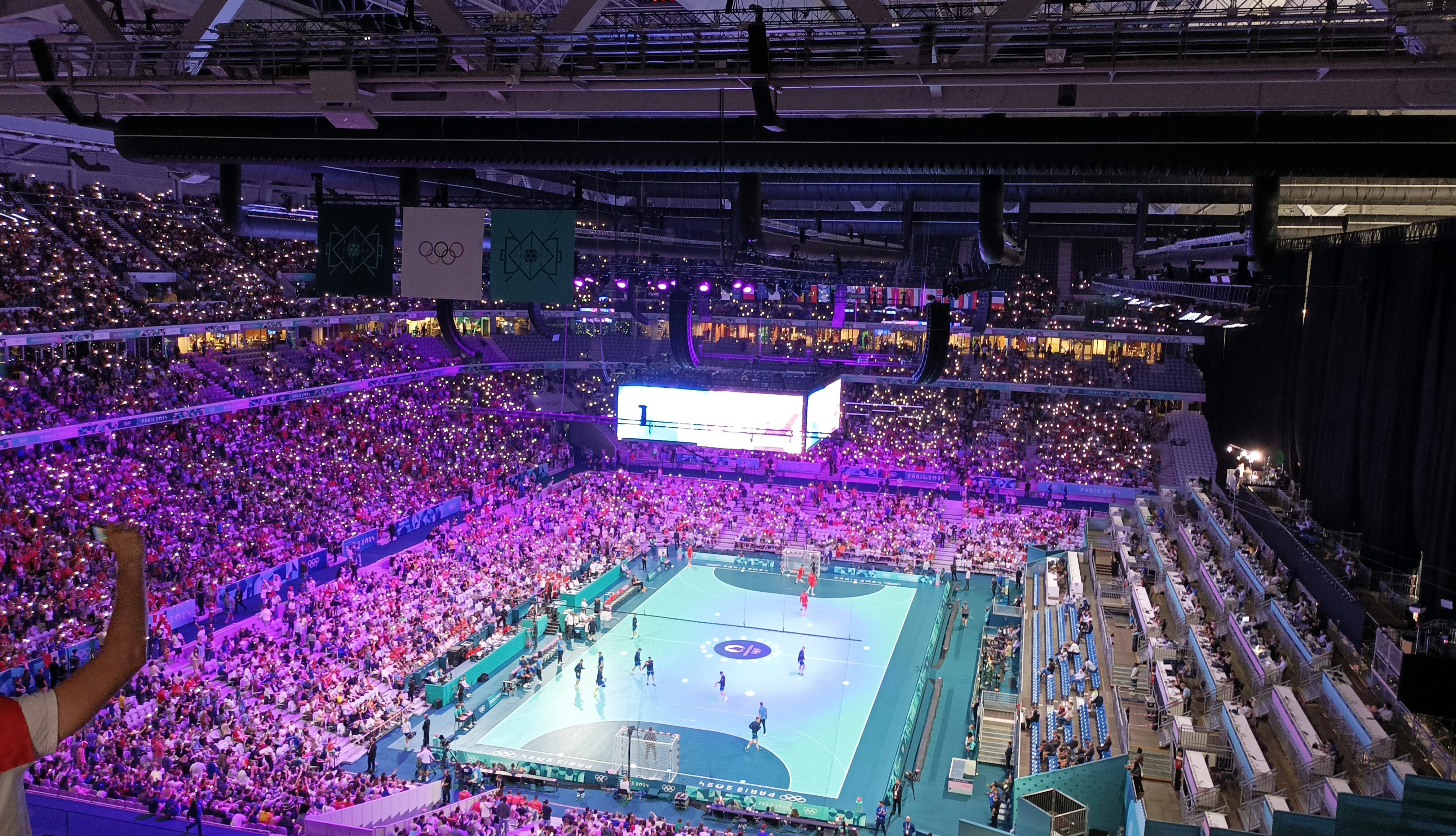
Semifinals del torneig - Dinamarca vs Eslovènia

| 27 juliol 2024 11:00h |         |         |        | Paris Expo Porte de Versalles, París, {{{ciutat}}} |
| 27 juliol 2024 11:00h |         |         |        | Paris Expo Porte de Versalles, París, {{{ciutat}}} |

| 27 juliol 2024 16:00h | Noruega | 36 - 31 | Argentina | Paris Expo Porte de Versalles, París, {{{ciutat}}} |
| 27 juliol 2024 16:00h |         |         |           | Paris Expo Porte de Versalles, París, {{{ciutat}}} |
| 27 juliol 2024 16:00h |         |         |           | Paris Expo Porte de Versalles, París, {{{ciutat}}} |

| 27 juliol 2024 21:00h | Dinamarca | 37 - 29 | França | Paris Expo Porte de Versalles, París, {{{ciutat}}} |
| 27 juliol 2024 21:00h |           |         |        | Paris Expo Porte de Versalles, París, {{{ciutat}}} |
| 27 juliol 2024 21:00h |           |         |        | Paris Expo Porte de Versalles, París, {{{ciutat}}} |

| 29 juliol 2024 14:00h | Egipte | 27 - 30 | Dinamarca | Paris Expo Porte de Versalles, París, {{{ciutat}}} |
| 29 juliol 2024 14:00h |        |         |           | Paris Expo Porte de Versalles, París, {{{ciutat}}} |
| 29 juliol 2024 14:00h |        |         |           | Paris Expo Porte de Versalles, París, {{{ciutat}}} |

| 29 juliol 2024 19:00h | França | 22 - 27 | Noruega | Paris Expo Porte de Versalles, París, {{{ciutat}}} |
| 29 juliol 2024 19:00h |        |         |         | Paris Expo Porte de Versalles, París, {{{ciutat}}} |
| 29 juliol 2024 19:00h |        |         |         | Paris Expo Porte de Versalles, París, {{{ciutat}}} |

| 29 juliol 2024 21:00h | Argentina | 25 - 35 | Hongria | Paris Expo Porte de Versalles, París, {{{ciutat}}} |
| 29 juliol 2024 21:00h |           |         |         | Paris Expo Porte de Versalles, París, {{{ciutat}}} |
| 29 juliol 2024 21:00h |           |         |         | Paris Expo Porte de Versalles, París, {{{ciutat}}} |

| 31 juliol 2024 9:00h | Noruega | 26 - 25 | Hongria | Paris Expo Porte de Versalles, París, {{{ciutat}}} |
| 31 juliol 2024 9:00h |         |         |         | Paris Expo Porte de Versalles, París, {{{ciutat}}} |
| 31 juliol 2024 9:00h |         |         |         | Paris Expo Porte de Versalles, París, {{{ciutat}}} |

| 31 juliol 2024 21:00h | Dinamarca | 38 - 27 | Argentina | Paris Expo Porte de Versalles, París, {{{ciutat}}} |
| 31 juliol 2024 21:00h |           |         |           | Paris Expo Porte de Versalles, París, {{{ciutat}}} |
| 31 juliol 2024 21:00h |           |         |           | Paris Expo Porte de Versalles, París, {{{ciutat}}} |

| 29 juliol 2024 19:00h | França | 26 - 26 | Egipte | Paris Expo Porte de Versalles, París, {{{ciutat}}} |
| 29 juliol 2024 19:00h |        |         |        | Paris Expo Porte de Versalles, París, {{{ciutat}}} |
| 29 juliol 2024 19:00h |        |         |        | Paris Expo Porte de Versalles, París, {{{ciutat}}} |

| 2 agost 2024 9:00h | Hongria | 25 - 28 | Dinamarca | Paris Expo Porte de Versalles, París, {{{ciutat}}} |
| 2 agost 2024 9:00h |         |         |           | Paris Expo Porte de Versalles, París, {{{ciutat}}} |
| 2 agost 2024 9:00h |         |         |           | Paris Expo Porte de Versalles, París, {{{ciutat}}} |

| 2 agost 2024 11:00h | Argentina | 21 - 28 | França | Paris Expo Porte de Versalles, París, {{{ciutat}}} |
| 2 agost 2024 11:00h |           |         |        | Paris Expo Porte de Versalles, París, {{{ciutat}}} |
| 2 agost 2024 11:00h |           |         |        | Paris Expo Porte de Versalles, París, {{{ciutat}}} |

| 2 agost 2024 21:00h | Noruega | 25 - 26 | Egipte | Paris Expo Porte de Versalles, París, {{{ciutat}}} |
| 2 agost 2024 21:00h |         |         |        | Paris Expo Porte de Versalles, París, {{{ciutat}}} |
| 2 agost 2024 21:00h |         |         |        | Paris Expo Porte de Versalles, París, {{{ciutat}}} |

| 4 agost 2024 11:00h | Egipte | 34 - 27 | Argentina | Paris Expo Porte de Versalles, París, {{{ciutat}}} |
| 4 agost 2024 11:00h |        |         |           | Paris Expo Porte de Versalles, París, {{{ciutat}}} |
| 4 agost 2024 11:00h |        |         |           | Paris Expo Porte de Versalles, París, {{{ciutat}}} |

| 4 agost 2024 16:00h | Hongria | 20 - 24 | França | Paris Expo Porte de Versalles, París, {{{ciutat}}} |
| 4 agost 2024 16:00h |         |         |        | Paris Expo Porte de Versalles, París, {{{ciutat}}} |
| 4 agost 2024 16:00h |         |         |        | Paris Expo Porte de Versalles, París, {{{ciutat}}} |

| 4 agost 2024 19:00h | Dinamarca | 32 - 25 | Noruega | Paris Expo Porte de Versalles, París, {{{ciutat}}} |
| 4 agost 2024 19:00h |           |         |         | Paris Expo Porte de Versalles, París, {{{ciutat}}} |
| 4 agost 2024 19:00h |           |         |         | Paris Expo Porte de Versalles, París, {{{ciutat}}} |

## Eliminatòries
|  | Quarts de final     | Quarts de final     |                      |           | Semifinals  | Semifinals  |  |  | Final               | Final |
|  |                     |                     |                      |           |             |             |  |  |                     |       |
|  | 7 agost 2024 13:30h |                     |                      |           |             |             |  |  |                     |       |
|  |                     |                     |                      |           |             |             |  |  |                     |       |
|  | Alemanya            | 35                  |                      |           |             |             |  |  |                     |       |
|  | Alemanya            | 35                  | 9 agost 2024 16:30h  |           |             |             |  |  |                     |       |
|  | França              | 34                  |                      |           |             |             |  |  |                     |       |
|  | França              | 34                  | Alemanya             | 25        |             |             |  |  |                     |       |
|  | 7 agost 2024 9:30h  |                     | Alemanya             | 25        |             |             |  |  |                     |       |
|  |                     | Espanya             | 24                   |           |             |             |  |  |                     |       |
|  | Espanya             | Espanya             | 24                   | 29        |             |             |  |  |                     |       |
|  | Espanya             |                     | 11 agost 2024 13:30h | 29        |             |             |  |  |                     |       |
|  | Egipte              | 28                  |                      |           |             |             |  |  |                     |       |
|  | Egipte              | 28                  | Alemanya             | 26        |             |             |  |  |                     |       |
|  | 7 agost 2024 21:30h |                     | Alemanya             | 26        |             |             |  |  |                     |       |
|  |                     | Dinamarca           | 39                   |           |             |             |  |  |                     |       |
|  | Noruega             | Dinamarca           | 39                   | 28        |             |             |  |  |                     |       |
|  | Noruega             | 9 agost 2024 21:30h |                      | 28        |             |             |  |  |                     |       |
|  | Eslovènia           | 33                  |                      |           |             |             |  |  |                     |       |
|  | Eslovènia           | 33                  | Eslovènia            | 30        | Tercer lloc | Tercer lloc |  |  |                     |       |
|  | 7 agost 2024 17:30h |                     | Eslovènia            | 30        | Tercer lloc | Tercer lloc |  |  |                     |       |
|  |                     | Dinamarca           | 31                   |           |             |             |  |  |                     |       |
|  | Dinamarca           | Dinamarca           | 31                   | 32        | Espanya     | 23          |  |  |                     |       |
|  | Dinamarca           |                     |                      | 32        | Espanya     | 23          |  |  |                     |       |
|  | Suècia              | 31                  |                      | Eslovènia | 22          |             |  |  |                     |       |
|  | Suècia              | 31                  |                      |           | 22          |             |  |  |                     |       |
|  |                     |                     |                      |           |             |             |  |  | 11 agost 2024 9:00h |       |
|  |                     |                     |                      |           |             |             |  |  |                     |       |

## Classificació final
| Posició | Equip     |
| ------- | --------- |
| 1       | Dinamarca |
| 2       | Alemanya  |
| 3       | Espanya   |
| 4       | Eslovènia |
| 5       | Egipte    |
| 6       | Noruega   |
| 7       | Suècia    |
| 8       | França    |
| 9       | Croàcia   |
| 10      | Hongria   |
| 11      | Japó      |
| 12      | Argentina |

## Medaller històric
| Posició | País                | Or | Argent | Bronze | Total |
| ------- | ------------------- | -- | ------ | ------ | ----- |
| 1       | França              | 3  | 1      | 1      | 5     |
| 2       | URSS                | 2  | 1      | 0      | 3     |
| 2       | Dinamarca           | 2  | 1      | 0      | 3     |
| 4       | Croàcia             | 2  | 0      | 1      | 3     |
| 4       | Iugoslàvia          | 2  | 0      | 1      | 3     |
| 6       | Alemanya            | 1  | 2      | 1      | 4     |
| 7       | Rússia              | 1  | 0      | 1      | 2     |
| 8       | Alemanya de l'Est   | 1  | 0      | 0      | 1     |
| 8       | Equip Unificat      | 1  | 0      | 0      | 1     |
| 10      | Suècia              | 0  | 4      | 0      | 4     |
| 11      | Romania             | 0  | 1      | 3      | 4     |
| 12      | Islàndia            | 0  | 1      | 0      | 1     |
| 12      | Corea del Sud       | 0  | 1      | 0      | 1     |
| 12      | Alemanya Occidental | 0  | 1      | 0      | 1     |
| 12      | Txecoslovàquia      | 0  | 1      | 0      | 1     |
| 12      | Àustria             | 0  | 1      | 0      | 1     |
| 17      | Espanya             | 0  | 0      | 5      | 5     |
| 18      | Polònia             | 0  | 0      | 1      | 1     |
| 18      | Suïssa              | 0  | 0      | 1      | 1     |